# Strangalia virilis
Strangalia virilis är en skalbaggsart som beskrevs av Leconte 1873. Strangalia virilis ingår i släktet Strangalia och familjen långhorningar. Inga underarter finns listade i Catalogue of Life.